# 殷焱
殷 焱（いん えん、拼音:Yīn Yàn）は中華人民共和国の民族楽器奏者。

## 人物
四川省出身。7歳から二胡を習い、独学で古琴の演奏も修得する。中国音楽学院卒業。2001年から女子十二楽坊のメンバーとして二胡を担当していた。2009年に女子十二楽坊卒業ライブを行った後、アーティストとして活動を続けている。